# Милан Зашев
Милан Зашев е български политик.

## Биография
Роден е на 25 май 1917 г. в село Дъбрава. Има още 5 братя и една сестра. Учи в горноджумайската гимназия „Св. Кирил и Методий“. Работил е в инспекцията по труда и към служба „Обществено осигуряване“ в Дупница. Участва във Втората световна война. След това е направен началник на горноджумайската служба „Обществено осигуряване“. В периода 19 март 1951 – 6 февруари 1955 г. е кмет на Благоевград. По време на мандата му града се разширява в посока гарата, достроява се квартал „Грамада“, издигнат е хотел „Волга“ и градска баня. През 1951 г. се създава окръжно управление на горите, а на следващата година Окръжен исторически музей, Окръжен държавен архив, а през 1953 г. окръжна библиотека. През 1954 г. се създава и Държавния ансамбъл за народни танци и песни Пирин.